# クリスティヤン・ビストロヴィッチ
クリスティヤン・ビストロヴィッチ（Kristijan Bistrović、1998年4月9日 - ）は、クロアチア・コプリヴニツァ出身のサッカー選手。USレッチェ所属。ポジションはMF。

## クラブ経歴
2018年1月12日、PFC CSKAモスクワに2022夏までの契約で移籍した。3月8日のUEFAヨーロッパリーグオリンピック・リヨン戦で移籍後初出場。
2021年1月22日、2020-21シーズン終了までカスムパシャSKにレンタル移籍をした。
2022年1月12日、2021-22シーズン終了までファティ・カラギュムリュクSKに移籍し、シーズン終了後には買い取りを選択できるオプションが付いている。
2022年7月24日、セリエAのUSレッチェに1シーズンの間レンタル移籍をすることが発表された。

## タイトル

### クラブ
CSKAモスクワ
- ロシア・スーパーカップ : 1回 (2018)